# Dave Weill
David Lawson Weill, detto Dave (Berkeley, 25 ottobre 1941), è un ex discobolo statunitense, vincitore di un bronzo alle Olimpiadi di Tokyo 1964.

## Palmarès
| Anno | Manifestazione | Sede  | Evento           | Risultato | Misura  | Note |
| ---- | -------------- | ----- | ---------------- | --------- | ------- | ---- |
| 1964 | Olimpiadi      | Tokyo | Lancio del disco | Bronzo    | 59,49 m |      |